# Maureen Tucker
Pour les articles homonymes, voir Tucker.
Maureen Ann Tucker (dite Moe Tucker) est une musicienne américaine née le 26 août 1944, à New York. « Moe », particulièrement connue pour avoir été la batteuse du groupe de rock The Velvet Underground, a la particularité de jouer debout.

## Au sein du Velvet Underground
Moe Tucker apprend la batterie à l'âge de 19 ans. Petite sœur d'un ami de Sterling Morrison, Jim Tucker, elle intègre le Velvet Underground à la fin de l'année 1965, pour remplacer au pied levé Angus MacLise, le précédent percussionniste. 
Son style est particulier, elle joue souvent debout, en n'utilisant qu'une batterie minimaliste composée de toms, d'une caisse claire et d'une grosse caisse. Il lui arrive aussi de chanter sur quelques chansons, et de jouer de la basse lors de certains concerts.
Enceinte à l'époque de Loaded, le quatrième album du groupe, d'autres musiciens la remplacent, dont Billy Yule, frère de Doug, en concert également. 
Lorsqu'elle revient, à la fin de l'année 1970, Lou Reed est parti du groupe, elle suit néanmoins Doug Yule, le nouveau leader du Velvet Underground, même lorsque Sterling Morrison jette à son tour l'éponge. Avec Walter Powers et Willie Alexander, deux amis de Yule, ce qu'il reste du groupe effectue une tournée américaine et sa première tournée en Europe. Moe et les autres écartés du groupe par le manager Steve Sesnick, Yule enregistre seul en 1972 Squeeze, le cinquième et dernier album de la formation. La New-Yorkaise cesse un temps sa carrière musicale pour se consacrer à sa vie de famille.
Le 15 juin 1990 elle rejoint Sterling Morrison au concert improvisé par Cale et Reed à la Fondation Cartier de Jouy-en-Josas pour le vernissage de l'exposition consacrée à Warhol.
Plus tard, lors de la brève reformation du Velvet Underground entre 1992 et 1993, elle reprend sa place à la batterie.

## En solo
Dans les années 1980 et 1990, Moe Tucker publie quatre albums studio, et deux live,  sur lesquels elle joue de tous les instruments. Elle y a invité régulièrement Sterling Morrison, mais aussi occasionnellement Lou Reed ou John Cale. Elle participe aussi un temps au "supergroupe" Paris 1942.
Moe Tucker, à présent installée en Géorgie (États-Unis), a ralenti sa production personnelle, même si elle continue les collaborations occasionnelles (Half Japanese, Magnet, John Cale, ou Charles Douglas).

## Engagement politique
En 2010, elle affiche son soutien au mouvement des Tea Party, mouvance conservatrice, très critique de l'État fédéral et de ses dépenses sociales. Ce soutien surprend beaucoup d'observateurs, Moe Tucker reconnaissant elle-même avoir jusque-là toujours voté pour le Parti démocrate.

## Discographie

### Avec The Velvet Underground
Albums :
- The Velvet Underground and Nico (1967)
- White Light/White Heat (1968)
- The Velvet Underground (1969)
- 1969: The Velvet Underground Live (1974)
- Live MCMXCIII (1993)
- Loaded (Fully Loaded Edition) (réédition, 1997)
- Bootleg Series Volume 1: The Quine Tapes (live, 2001)

Compilations :
- VU (inédits, 1985)
- Another View (inédits, 1986)
- Peel Slowly and See (box set, 1995)
- Final V.U. 1971-1973 (box set live, 2001)
- The Very Best of The Velvet Underground (2003)

### Solo
Albums :
- Playin' Possum (1981)
- Life in Exile After Abdication (1989)
- I Spent a Week There the Other Night (1991)
- Oh No, They're Recording This Show (live, 1992)
- Dogs Under Stress (1994)
- Moe Rocks Terrastock (live, 2002)

Compilation :
- Waiting for My Men (compilation, 1998)

EP :
- Another View (12" EP, 1985)
- Moejadkatebarry (12" EP, 1987)
- GRL-GRUP (CD EP, 1997)

### Moe Tucker & Half Japanese
- Half Japanese - Fire in the Sky (1990)